# Бууцагаан
Бууцагаан (монг.: Бууцагаан) сомон в Баянхонгорському аймаці Монголії. Територія 5,7 тис. км²., населення 4,8 тис. чол.. Центр – селище Буянт розташовано на відстані 790 км від Улан-Батора, 174 км від Баянхонгора. Школа, лікарня, торгово-культурні центри.

## Клімат
Клімат різкоконтинентальний. Середня температура січня -20 градусів, липня + 18 градусів, щорічна норма опадів 150 мм.

## Рельєф
Гори Холбоогийн (2501 м.), Хайрхан (2410 м), Засмалин Теег (2362 м). Тече річка Байдраг (100 км).

## Корисні копалини
Запаси залізної руди, кухонної солі

## Тваринний світ
Водяться вовки, козулі, корсаки, джейрани, лисиці, манули